# Philister (Ästhetik)
Der Ausdruck Philister bezeichnet abwertend jemanden, der Kunst (zumeist Avantgarde-Kunst) und damit zusammenhängende ästhetische oder geistige Werte nicht schätzt oder verachtet, dabei aber unkritisch vorgefertigte, oft als bürgerlich bzw. spießbürgerlich bezeichnete Vorstellungen übernimmt und anwendet.

## Begriffsgeschichte
Der Begriff in dieser Bedeutung taucht erstmals in Jena im späten 17. Jahrhundert auf. Studenten, vor allem Theologiestudenten, bezeichneten mit Philister die als feindlich angesehenen Stadtsoldaten und Polizisten (in Jena 1687, in anderen Universitätsstädten im 18. Jahrhundert bezeugt), dann auch allgemein Nichtakademiker und die bereits im Berufsleben stehenden ehemaligen Studenten (Alten Herren), also Bürger, mit denen sie nach ihrem Selbstverständnis in einem ähnlich spannungsgeladenen Verhältnis lebten wie in der Bibel die Philister mit den Hebräern. Die Philister waren ursprünglich die Feinde der Israeliten, „woraus sich der verächtliche Charakter dieses Wortes ableitet“. Zu Zeiten Heinrich Heines wurde ein Student im letzten Semester, der sich im Übergang zum bürgerlichen Leben befand, auch als Philistrandus bezeichnet. 1895 verfasste Heinrich Hoffmann das Studentenlied Ruhig, Philister!, das den Gegensatz der lebensfrohen Studenten zum verbitterten Philister beschreibt:

„Wir geizen mit Leben und Lieben nicht, geht beides doch nimmer verloren. Und behagt unser Jubeln und Singen euch nicht, zieht die Mützen doch über die Ohren: Ruhig, Philister! Was uns zum Spaß, wird euch zum Haß; ihr schleichet und wir mögen springen; ihr nippet am Glas, wir trinken vom Faß; ihr brummt und wir müssen singen: Ruhig, Philister!“ (Allgemeines Deutsches Kommersbuch)

Als Begriff der Auseinandersetzung um Kunst und Literatur ging er seit der Romantik über den studentischen Kontext hinaus und wurde u. a. von Brentano in seiner Satire Der Philister vor, in und nach der Geschichte (1811), von Heine in dem Gedicht Philister im Sonntagsröcklein (um 1824) oder von Novalis in seinem kurzen Prosatück Philister Alltagsleben (1798/98) verwendet. Romantische Autoren beriefen sich auf ihr unabhängiges Genie; im Philister fanden sie einen Begriff, der ihre konservativen Gegner im Kulturbetrieb bezeichnen sollte. Aus diesem Kontext heraus definiert Schopenhauer einen Philister als Menschen ohne geistige Bedürfnisse:

„Er [der Philister] ist demnach ein Mensch ohne geistige Bedürfnisse. Hieraus folgt […] in Hinsicht auf ihn selbst, daß er ohne geistige Genüsse bleibt.“

Der Spott über den Philister war so verbreitet, dass man von einer eigenen Textgattung sprechen kann, der Philistersatire.
Eine Renaissance erlebte der Begriff in England („Philistines“) zu Zeiten des Ästhetizismus. Entlehnt aus dem Deutschen hat ihn der englische Kulturkritiker Matthew Arnold in seinem Buch Culture and Anarchy (1869), in dem er schreibt: „Our society distributes itself into Barbarians, Philistines and Populace; and America is just ourselves with the Barbarians quite left out, and the Populace nearly“. Im Zusammenhang mit der Brexit-Debatte bezeichnete Elton John das Kabinett Boris Johnson als Philistines.